# Mostafa Ahmed
Mostafa Ahmed es un deportista egipcio que compitió en atletismo adaptado. Ganó una medalla de bronce en los Juegos Paralímpicos de Atenas 2004, en la prueba de lanzamiento de disco (clase F37).

## Palmarés internacional
| Juegos Paralímpicos | Juegos Paralímpicos | Juegos Paralímpicos | Juegos Paralímpicos |
| Año                 | Lugar               | Medalla             | Prueba              |
| ------------------- | ------------------- | ------------------- | ------------------- |
| 2004                | Atenas (Grecia)     | Medalla de bronce   | Disco F37           |